# قهوه سفید

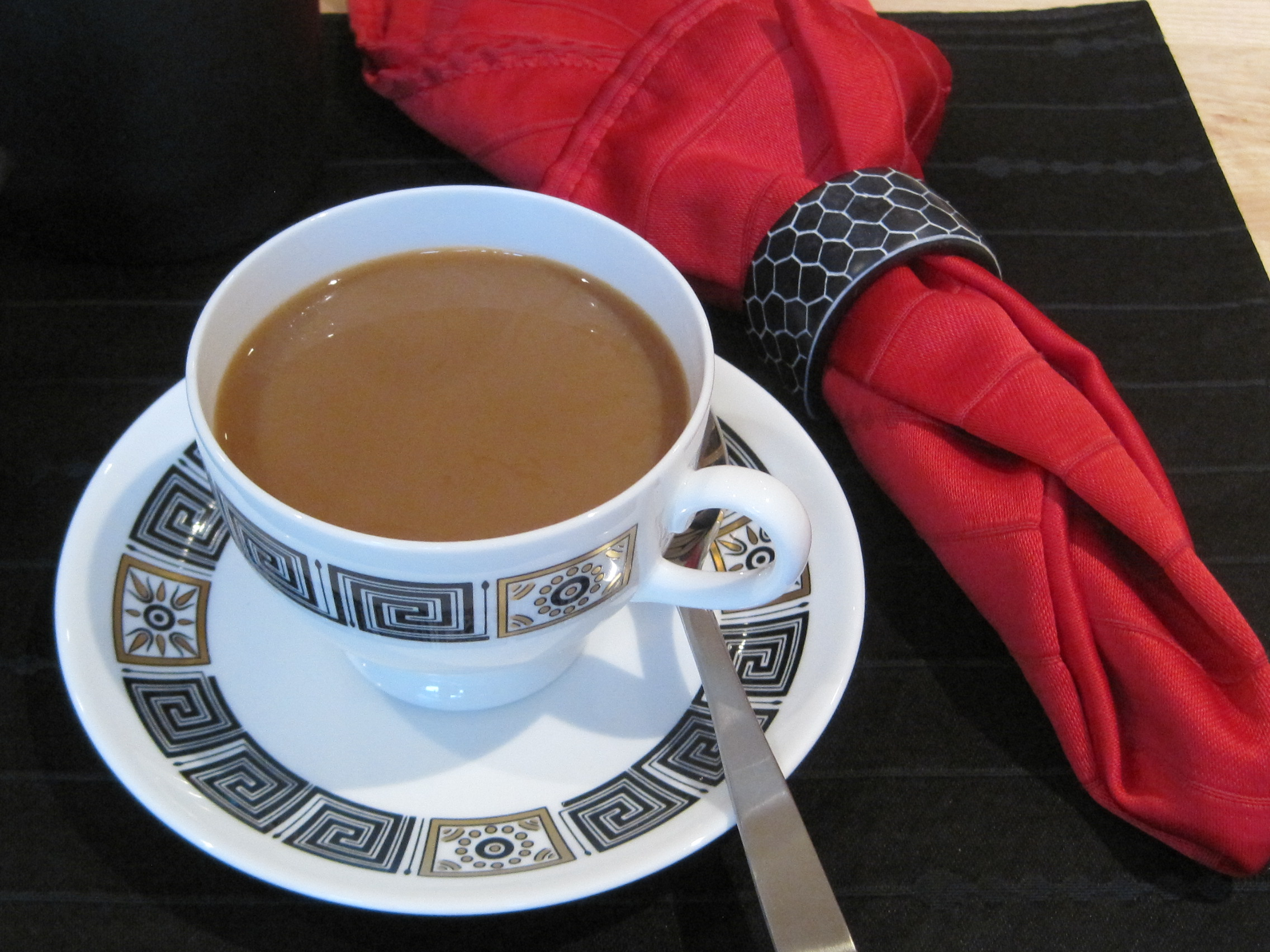
نوعی قهوه سفید

قهوه سفید، به روشهای طبخ قهوه که در اکثر کشورهای انگلیسی‌زبان، قهوه سفید (به انگلیسی: White coffee) به قهوه سیاه که با شیر، خامه یا دیگر سفیدکن‌ها مخلوط شده‌است، گفته می‌شود.